# Пурвитис, Вильгельм
Вильге́льм Ка́рлис Пу́рвитис (латыш. Vilhelms Kārlis Purvītis, в советской литературе также Пу́рвит; 3 марта 1872, хутор Яужи, Яунпильская волость, Рижский уезд, Лифляндская губерния, Российская империя — 14 января 1945, Бад-Наухайм, Третий рейх) — латышский художник-пейзажист. Один из основоположников современной латвийской живописи. Основатель Латвийской академии художеств и её ректор с 1919 по 1934 год.

## Биография
Учился в Высшем художественном училище при Императорской Академии художеств в Петербурге у Архипа Куинджи (1890—1895). Присвоенно звание классного художника 3 степени (1895), звание художника (1897) за картину «При последних лучах».
Окончил училище с большой золотой медалью, затем путешествовал по Европе. С 1898 по 1901 год выставлялся в Берлине, Мюнхене, Париже и Лионе, картины имели успех у публики и художественной критики.
С 1901 года жил в Риге. В 1902 году совершил путешествие в Норвегию, Исландию и на Шпицберген, где изучал особенности зрительного восприятия снега. С 1895 по 1910 год входил в объединение «Мир искусства». С 1906 по 1909 год жил в Эстонии, в 1917—1919 — в Норвегии.
С самого начала Пурвитис разработал собственный стиль, близкий как к импрессионизму, так и к северному модерну. Ему особенно удавались весенние и зимние пейзажи. В последние годы он много занимался графикой.
С 1909 по 1915 год Пурвитис был директором Рижского городского художественного училища, а с 1919 года — ректором созданной Академии художеств. В Академии у него была пейзажная мастерская, которой он руководил до 1941 года. Одновременно с 1919 по 1940 и с 1941 по 1944 год являлся директором Рижского государственного художественного музея.
В 1944 году, опасаясь ареста советскими войсками, Пурвитис эмигрировал в Германию. Умер 14 января 1945 года в Бад-Наухайме, где находился на лечении. В 1994 году прах художника был перезахоронен в Риге на Лесном кладбище.

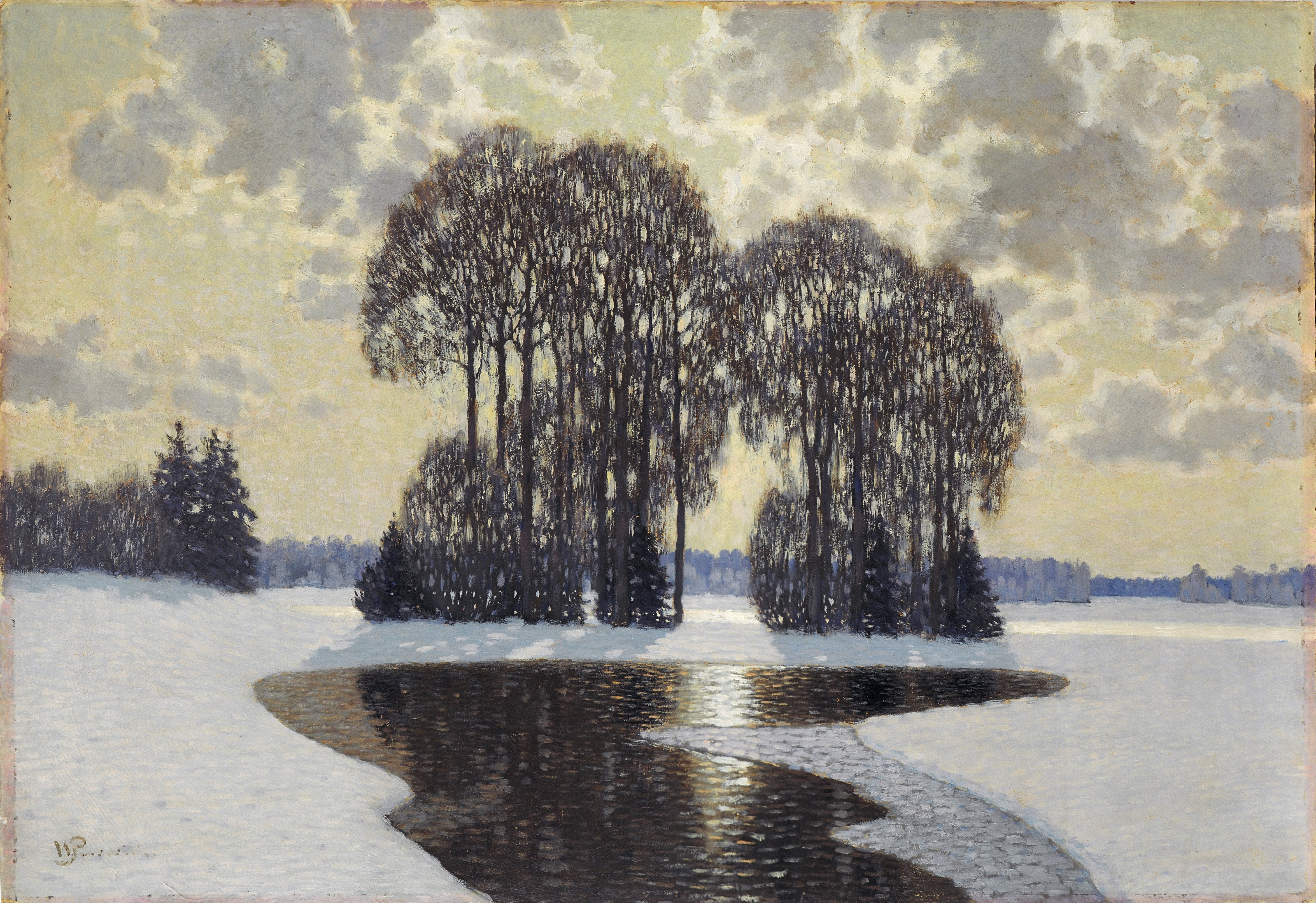
Зима (ок. 1910), масло. Национальный художественный музей, Рига

## Награды
- Крест Признания I степени № 17. (16 ноября 1938)[7]

## Память
С 2008 года в Латвии присуждается премия имени Пурвитиса в области изобразительного искусства.
В 2024 году имя Пурвитиса было присвоено улице в Риге, ранее носившей имя Ивана Тургенева.